# Amatitlán de los Reyes
Amatitlán de los Reyes là một đô thị thuộc bang Veracruz, México. Năm 2005, dân số của đô thị này là 38287 người.